# Telegraph Road
Telegraph Road è un brano musicale dei Dire Straits, composto da Mark Knopfler e contenuto nell'album Love over Gold del 1982.
Pur non avendo goduto di una grande diffusione (anche a causa della sua durata di ben 14 minuti e 20 secondi), Telegraph Road è una delle canzoni più apprezzate della band britannica ed è considerata un capolavoro della musica rock. La versione dal vivo inserita nell'album Alchemy: Dire Straits Live (1984) è ritenuta una delle prestazioni più brillanti della band in concerto.

## Significato della canzone
Il testo della canzone venne ispirato a Mark Knopfler da un viaggio sulla highway statunitense U.S. Route 24 (più nota come "Telegraph Road") e dalla lettura del romanzo Il risveglio della terra (Markens Grøde), opera dello scrittore norvegese Knut Hamsun, vincitore del Premio Nobel per la letteratura nel 1920. Nella prima parte del brano, l'io lirico descrive lo sviluppo graduale di un territorio inizialmente selvaggio e la nascita di una città, fondata da un viaggiatore solitario; nella seconda sezione, il narratore parla in prima persona della propria lotta contro la disoccupazione e l'individualismo della società capitalista.

## Struttura del brano
Pur richiedendo un coinvolgimento notevole da parte di tutti i musicisti, Telegraph Road vede come maggiore protagonista la chitarra di Knopfler. La canzone ha inizio con un lento crescendo di oltre un minuto, caratterizzato dai fraseggi di pianoforte e chitarra resofonica. Successivamente entrano in scena gli altri strumenti e viene suonato il tema principale del brano, che ricorre una seconda volta tra le prime due strofe. Dopo un inebriante assolo di chitarra elettrica, il bridge rallenta il ritmo della canzone e le tastiere introducono un altro assolo di Knopfler, più esteso del precedente. Le due strofe conclusive, separate dal tema principale del brano, lasciano spazio alla lunga coda strumentale che sfocia infine in un frenetico assolo di chitarra di quasi cinque minuti.

## Formazione
- Mark Knopfler – voce, chitarra resofonica e chitarra elettrica
- John Illsley – basso
- Hal Lindes – chitarra elettrica
- Alan Clark – pianoforte e tastiere
- Pick Withers – batteria